# Pterygocythereis semitranslucens
Pterygocythereis semitranslucens är en kräftdjursart som först beskrevs av Crouch 1949.  Pterygocythereis semitranslucens ingår i släktet Pterygocythereis och familjen Trachyleberididae. Inga underarter finns listade i Catalogue of Life.